# Глузди
Глу́зди — село в Україні, у Куликівській селищній громаді Чернігівського району Чернігівської області. Населення становить 81 осіб. До 2017 орган місцевого самоврядування — Горбівська сільська рада. У селі єдина вулиця, яка тягнеться із півночі на південь, довжина вулиці близько 1 км.

## Розташування
Село розташоване між селами Горбове та Авдіївка, за 2 км від кожного з них. Горбове — на захід від села, Авдіївка — на схід.

## Історія
12 червня 2020 року, відповідно до розпорядження Кабінету Міністрів України № 730-р «Про визначення адміністративних центрів та затвердження територій територіальних громад Чернігівської області», село увійшло до складу Куликівської селищної громади.
19 липня 2020 року, в результаті адміністративно-територіальної реформи та ліквідації Куликівського району, село увійшло до складу Чернігівського району.

## Населення
Згідно з переписом УРСР 1989 року чисельність наявного населення села становила 110 осіб, з яких 44 чоловіки та 66 жінок.
За переписом населення України 2001 року в селі мешкала 81 особа.

### Мова
Розподіл населення за рідною мовою за даними перепису 2001 року:
| Мова       | Кількість | Відсоток |
| ---------- | --------- | -------- |
| українська | 79        | 97.54%   |
| циганська  | 1         | 1.23%    |
| білоруська | 1         | 1.23%    |
| Усього     | 81        | 100%     |